# Parosphromenus allani
Parosphromenus allani är en fiskart som beskrevs av Brown, 1987. Parosphromenus allani ingår i släktet Parosphromenus och familjen Osphronemidae. Inga underarter finns listade i Catalogue of Life.